# Національний резерв Уя-Уя
Національний резерв Уя-Уя (ісп. Reserva Nacional Ulla Ulla) — біосферний заповідник, розташований в провінції Франс-Тамайо, департаменту Ла-Пас, на заході Болівії. Заснований 1972 року.
Заповідник розташований на високому андійському плато на захід від міста Ла-Пас, із середньою висотою понад 4000 метрів над рівнем моря. Його західна межа — державний кордон з Перу. Парк займає площу близько 2 000 км², його населення становить близько 12 000 осіб, більшості з них з — індіанці аймара. 
Парк був включений до реєстру біосферних заповідників ЮНЕСКО у 1977 році.

## Фауна
Тут водиться андійський кондор (Vultur gryphus, найбільший літаючий птах у світі) та істотні популяції лам, альпак, гуанако і найбільша група вікуній в Болівії.

## Флора
На території заповідника зростають зокрема Distichia muscoides, Senecio, Calamagrostis vicuanrium, Werneria, Stipa.